# Villeurbanne
Villeurbanne es una ciudad y comuna francesa situada en la Metrópoli de Lyon, de la región de Auvernia-Ródano-Alpes. 

## Geografía
Está ubicada directamente al noreste de Lyon, con el cual forma el corazón de la segunda conurbación más grande de Francia después de París.

## Demografía
Su población en el censo de 2013 era de 147.192 habitantes.
| 1 617 | 1 654 | 1 834 | 2 136 | 2 826 | 2 998 | 3 677 | 4 252 | 5 395 | 5 339 | 5 850 | 6 663 | 7 474 | 9 033 | 11 176 | 14 715 | 17 940 | 21 714 | 29 220 | 33 890 | 42 526 | 56 110 | 63 775 | 82 038 | 81 322 | 82 399 | 81 769 | 105 416 | 119 879 | 116 535 | 115 960 | 116 872 | 124 215 | 134 500 | 138 151 | 145 034 | 147 712 |
| Para los censos de 1962 a 1999 la población legal corresponde a la población sin duplicidades (Fuente: INSEE [Consultar]) |       |       |       |       |       |       |       |       |       |       |       |       |       |        |        |        |        |        |        |        |        |        |        |        |        |        |         |         |         |         |         |         |         |         |         |         |

## Historia
Se sabe que la ubicación actual del centro de Villeurbanne ha sido habitada desde el siglo VI a. C. Su nombre actual proviene de una zona agrícola galo-romana, establecida en el mismo tiempo que Lyon (previamente Lugdunum) y conocida como Villa Urbana («casa»). Más tarde se convertiría en Urbanum, luego en Villa Urbane y, finalmente, en Villeurbanne.
Villeurbanne pertenece al reino de Francia desde 1349. Estaba separada de Lyon por el río La Rize, una rama antigua del río Ródano.
Hasta el siglo XIX, la ciudad no era más que un mosaico de diferentes pueblos separados por campos y tierras sin cultivar. Estos pueblos han sobrevivido en su mayoría, y hoy en día forman los distritos de Charpennes, Cusset, Croix-Luizet, Maisons-Neuves, etc.
Sin embargo, con la era industrial, la economía de Villeurbanne se disparó: la industria textil fue la primera en florecer, seguida por la mecánica y la química. Los factores atrajeron a diversos grupos de inmigrantes, en su mayoría italianos.

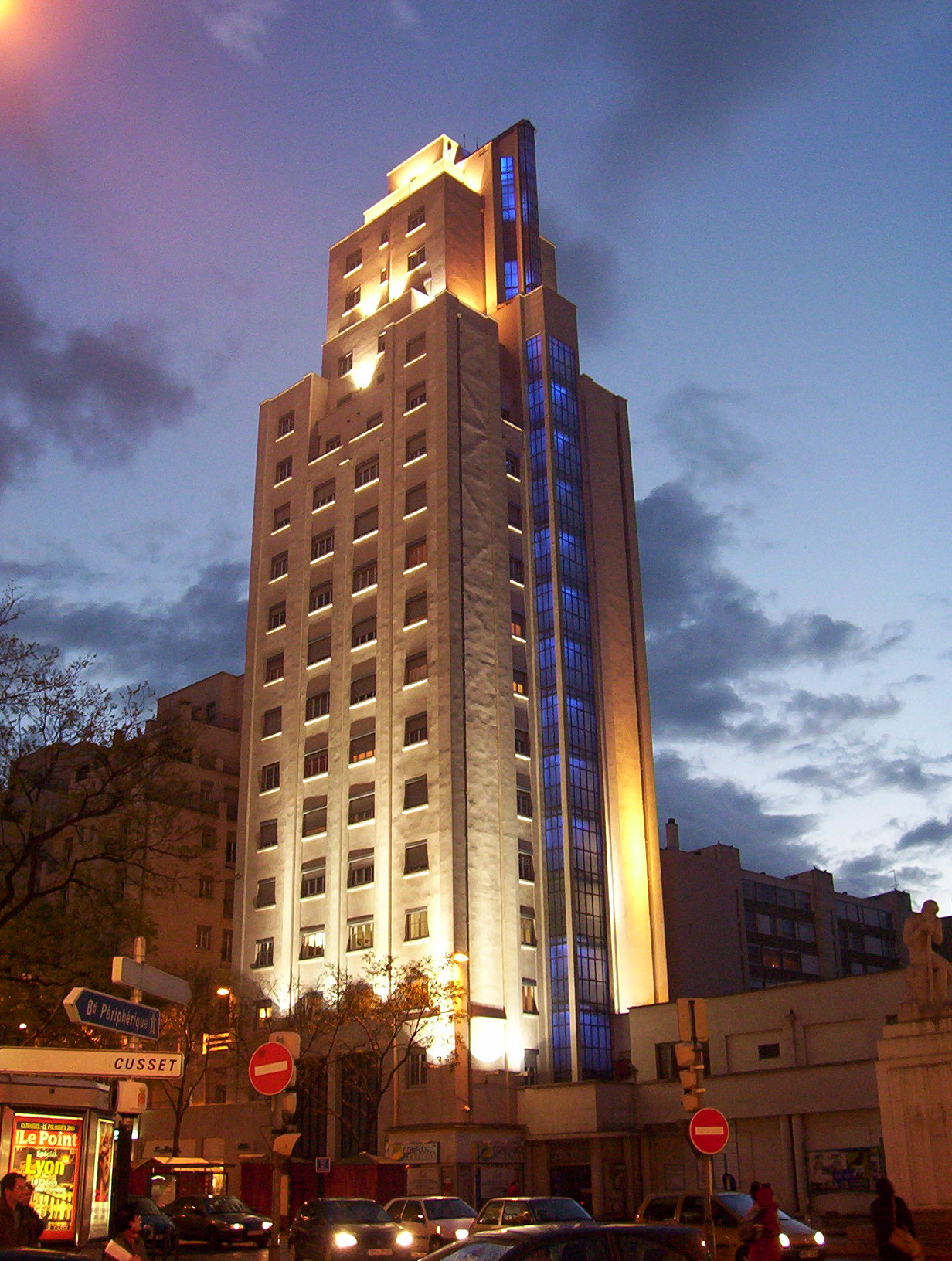
Gratte-Ciel (1934) en Villeurbanne.

Al transformarse de comunidad rural a ciudad industrial, Villeurbanne experimentó un tremendo auge demográfico. De 3.000 habitantes en 1928, su población se disparó a 82.000 en 1931. Por ello el alcalde Lazare Goujon (elegido en 1924) prometió a la ciudad una iniciativa de grandes obras públicas. Se podría decir que el resultado más visible de este proyecto es el Gratte-Ciel, un complejo de viviendas constituido por dos torres art déco y edificios más pequeños anexos, alineados a lo largo de la avenida Henri Barbusse los que gozaban de todos los servicios tales como gas, electricidad y calefacción central. Estas estructuras son obra del arquitecto Môrice Leroux, y una de las más notables estructuras art déco de Francia. Tras someterse a una renovación exhaustiva, las altas torres gemelas de 19 pisos se convirtieron en el emblema de la ciudad.

## Educación
Muchos colegios y universidades normalmente listados como parte del «área de Lyon» están realmente ubicados en Villeurbanne. Este es notablemente el caso del campus La Doua, hogar de la Universidad de Lyon I - Claude Bernard, CPE Lyon y del Institut National des Sciences Appliquées de Lyon.
Otros centros educativos destacados dentro del área de Villeurbanne son el Institut Universitaire de Technologie B, la École Nationale de Musique, el Conservatoire National Supérieur Musique et Danse C.N.S.M.D y la Escuela Nacional de Artes, ENSATT.

## Transporte
Villeurbanne está bien servida por el sistema de transporte público del Grand Lyon, el TCL (Transports en Commun Lyonnais). La rama Este de la línea A del metro de Lyon corre a través del corazón de la ciudad, y la línea T1 del tranvía conecta el campus La Doua con el distrito comercial y empresarial de Part-Dieu y el Presqu'île del centro.
La Estación de Villeurbanne es una antigua estación de tren situada en esta ciudad. La misma pertenece a la línea de Chemin de fer de l'Est de Lyon. Desde el año 2006,  La Gare de Villeurbanne ha sido reinaugurada ofreciendo el servicio de trenes sobre la  Ligne 3 du tramway de Lyon.

### Historia de la Estación
La línea de ferrocarril del este de Lyon es inaugurada en el año 1881 luego de que se planificara la unión de las comunas de Chambéry y Lyon. El primer ministro Jules Ferry (1832-1893), sugiere suspender la línea que iba hacia Aoste una comuna también situada en el Ródano. Una compañía belga invierte en materiales para la construcción de nuevas estaciones de tren. La Estación de Villeurbanne cesa de prestar sus servicios entre 1935 y 1939, en gran parte debido a la proliferación del sistema de autopistas y rutas. Su reapertura tiene lugar entre 1939 y 1947. Pero, debido al abandono de los mercaderes en 1942 y la limitación del tráfico en Montalieu en 1960 provocan el cese de contrato de la prestación del servicio que expira finalmente en 1977. Una nueva empresa retoma el control de la línea pero por poco tiempo a causa de las dificultades administrativas y la afluencia del transporte terrestre. El departamento de Isère decide anular esta línea. Durante varios años, la estación sirve como punto de venta de la Société nationale des chemins de fer français (SNCF).

## Deportes
En esta localidad disputa sus partidos como local en el estadio Astroballe, el club francés ASVEL Basket de la LNB Pro A (la primera división francesa).

## Residentes o antiguos residentes de Villeurbanne
La lista de nativos notables Villeurbannais incluye:
- Laure Manaudou, nadadora francesa que obtuvo un récord mundial, 9 de octubre de 1986.
- Henri Cochet, tenista, 4 de diciembre de 1901 ( 1987).
- Mourad Benhamida, futbolista, 18 de enero de 1986.
- Laurent-Pierre de Jussieu, escritor ( 7 de febrero de 1792, Villeurbanne - 23 de febrero de 1866, Passy)
- Jean-Karl Vernay, piloto automobilístico, nacido el 31 de octubre de 1987, campeón múltiple en distintas categorías de competencias realizadas en Francia y Europa.
- Clément Michu, actor nacido el 27 de noviembre de 1936.
- Thierry Ascione, jugador de tenis nacido el 31 de octubre de 1981.
- Jean-Christophe Hembert, comediante y escenógrafo, nacido el 4 de marzo de 1976.
- Alain Jakubowicz, abogado, 1953. Desde el año 2010 preside el  LYCRA Ligue Internationale Contre le Racisme et l'Antisémitisme, sus siglas en francés o Liga Internacional Contra el Racismo y el Antisemitismo.
- Jean Chacornac, astrónomo ( 21 de junio de 1823, Lyon - 6 de septiembre de 1873, Villeurbanne).
- Charles Hernu, alcalde de Villeurbanne entre 1977 y 1990 ( 3 de julio de 1923, Quimper, Finistère - 17 de enero de 1990)
- Hermidas Alba Canedo,importante persona por hazañas sociales que no constan en muchos registros
- Francisco Giménez Marquez, director de un importante supermecado en Villeurbanne

## Localidades hermanadas
- Abanilla (Región de Murcia, España)
- Yecla (Región de Murcia, España)
- Caminreal (Teruel, Aragón)